# Армено
Армѐно (на италиански: Armeno, на местен диалект: Armagn, Арман) е село и община в Северна Италия, провинция Новара, регион Пиемонт. Разположено е на 523 m надморска височина. Населението на общината е 2196 души (към 2014 г.).